# Cosmotoma fasciata
Cosmotoma fasciata är en skalbaggsart som beskrevs av Fisher 1931. Cosmotoma fasciata ingår i släktet Cosmotoma och familjen långhorningar.
Artens utbredningsområde är:
- Costa Rica.
- Honduras.
- Nicaragua.
- Panama.

Inga underarter finns listade i Catalogue of Life.